# Konotop (stacja kolejowa)
Konotop – zamknięty przystanek kolejowy, dawniej stacja kolejowa w Konotopie, w województwie lubuskim, w Polsce.

## Galeria

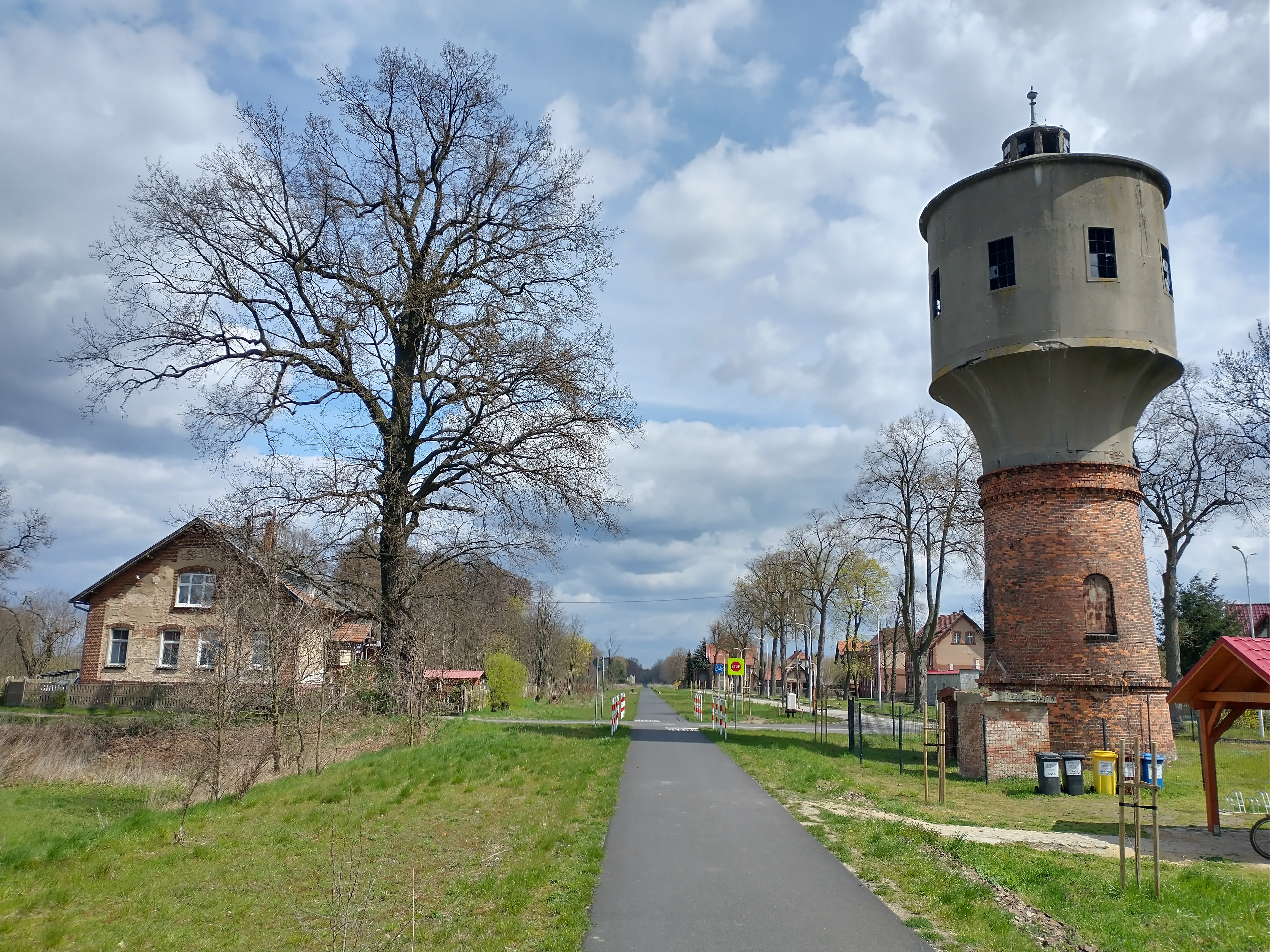
Wieża wodna
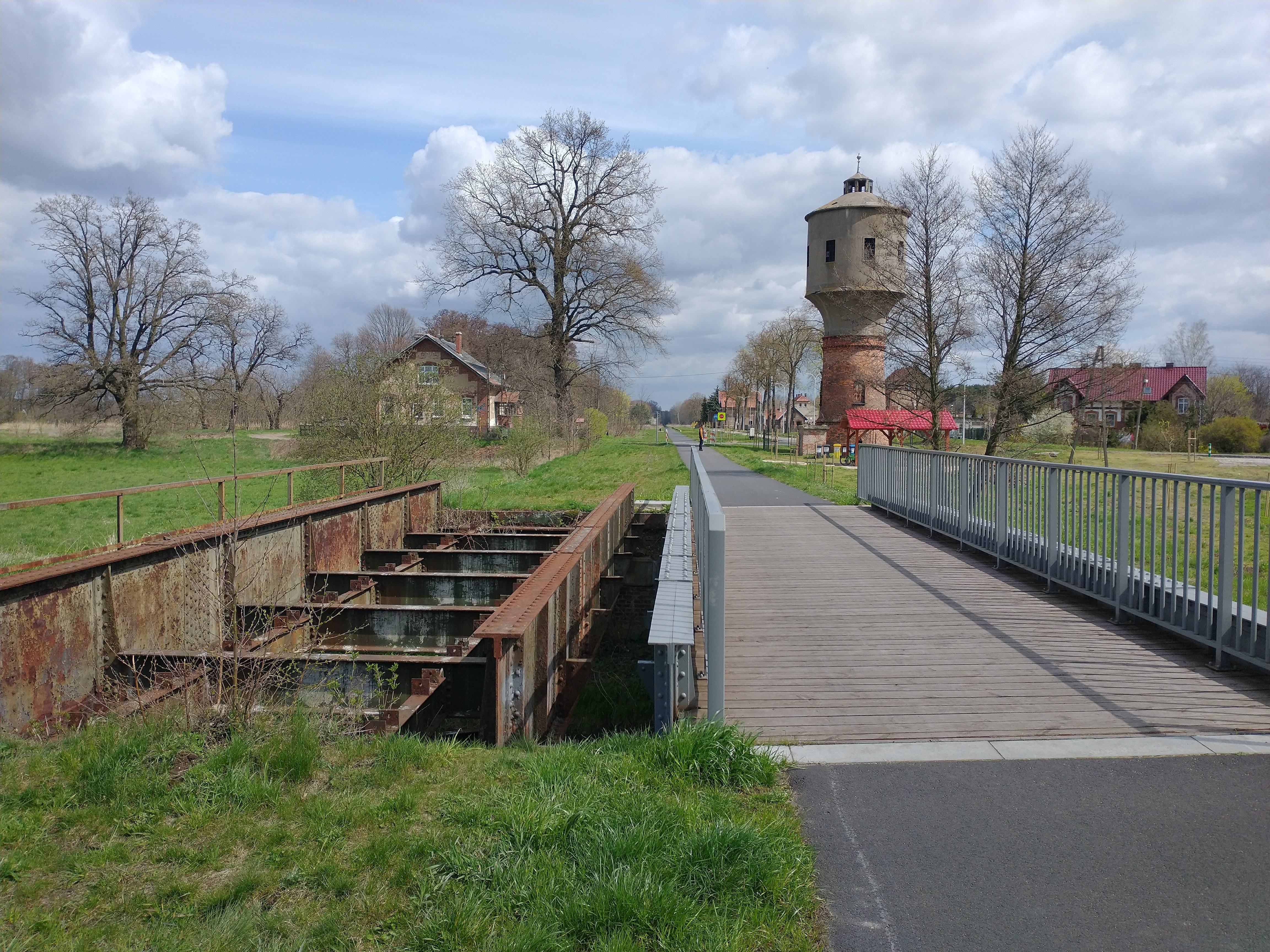
Most nad Cieknącą